# Parti communiste musulman russe
 (mars 2025).
Le Parti communiste musulman russe (russe : Российская мусульманская коммунистическая партия, РМПК) a été fondé en juin 1918 à Kazan lors de la 1re Conférence des communistes musulmans, organisée par le commissariat central aux musulmans. Le nouveau parti était une des composantes fédérées dans le parti communiste de Russie (bolchevique). Ses dirigeants sont Moullanour Vakhitov (ru), Mirsäyet Soltanğäliev et Bourkhan Manssourov (ru). Par décision du 1er congrès des communistes musulmans en novembre 1918, il se transforme en comité des musulmans intégrés directement au PCR(b).